# 圣热尔韦 (吉伦特省)
圣热尔韦（法語：Saint-Gervais，法語發音：[sɛ̃ ʒɛʁvɛ] ⓘ）是法国吉伦特省的一个市镇，属于布莱区。

## 地理
圣热尔韦（45°1'5"N, 0°27'48"W）面积5.58 平方千米，位于法国新阿基坦大区吉倫特省，该省份为法国西南部沿海省份，是法國本土面积最大的省，北起滨海夏朗德省，西临大西洋，南至朗德省，东南接洛特-加龍省，东临多爾多涅省。
与圣热尔韦接壤的市镇（或旧市镇、城区）包括：圣洛朗达尔斯、圣樊尚德保罗、普里尼亚克和马尔康、圣安德烈-德屈布扎克、维尔萨克。
圣热尔韦的时区为UTC+01:00、UTC+02:00（夏令时）。

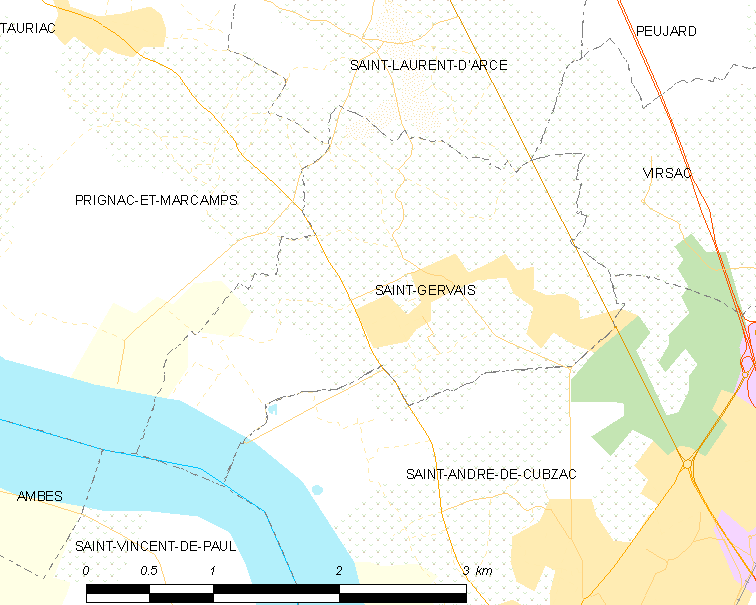
圣热尔韦的OSM定位图

## 行政
圣热尔韦的邮政编码为33240，INSEE市镇编码为33415。

## 政治
圣热尔韦所属的省级选区为北吉伦特县。

## 人口

1962-2008年间圣热尔韦人口变化图示

圣热尔韦于2022年1月1日时的人口数量为1981人。